# 西街街道 (龙泉市)
西街街道，是中华人民共和国浙江省丽水市龙泉市下辖的一个乡镇级行政单位。

## 行政区划
西街街道下辖以下地区：
清风社区、西新社区、白云社区、七村、八村、九村、宫头村、岩后村、下樟村、周村、新茶村、里下畈村、牛头岭村、新岭村、东权村、尖地村、大千湾村、栏下村、蓁部村、河村和河星村。

## 中国传统村落
- 2012年12月，宫头村获评首批中国传统村落。
- 2013年8月，下樟村获评第二批中国传统村落。